# Сумка (нижний приток Волги)
Сумка — река в Республике Татарстан, левый приток Волги. Длина реки 36 километров, площадь водосбора 250 км².
Высота истока — 160 м над уровнем моря. Высота устья — 53 м над уровнем моря.
Находится в пригородной зоне Казани в границах Зеленодольского района. Протекает через территорию Волжско-Камского заповедника (Раифский участок).

## Общая информация

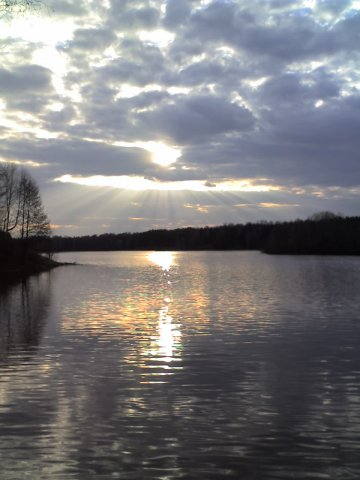

Длина реки — 36 км. Берёт начало в лесном массиве в 1,5 км к западу от деревни Гремячий Ключ, в 8,5 км к северу от объездной дороги Казани. Направление течения — юго-западное. В верховьях и среднем течении на значительном протяжении течёт среди леса. Впадает в устьевой залив Куйбышевского водохранилища у западной окраины посёлка Васильево.
Протекает в среднем и нижнем течении через проточные озёра Бело-Безводное (памятник природы регионального значения), Раифское (на территории заповедника) и Ильинское.
Течение реки медленное. В низовьях русло извилистое, образует старицы, в устье разделяется на протоки.
Имеет 5 притоков общей протяжённостью 21 км. Основной приток — Ашланка (пр) в нижнем течении.
Лесистость водосбора 49 %. В водосборе расположено 46 озёр, общая площадь которых составляет 3,9 км².
Крупнейшие населённые пункты на реке (1-3 тыс. чел.; 2010): сёла Айша, Бело-Безводное; в бассейне — также сёла Большие Ключи, Новые Параты (Марий Эл).
В устьевой части реку пересекают новая и старая трассы автодороги А295 «Йошкар-Ола — Казань» и железнодорожная линия Москва — Казань — Екатеринбург.

## Данные водного реестра
По данным государственного водного реестра России относится к Верхневолжскому бассейновому округу, водохозяйственный участок реки — Волга от Чебоксарского гидроузла до города Казань, без рек Свияга и Цивиль, речной подбассейн реки — Волга от впадения Оки до Куйбышевского водохранилища (без бассейна Суры). Речной бассейн реки — (Верхняя) Волга до Куйбышевского водохранилища (без бассейна Оки).
Код водного объекта в государственном водном реестре — 08010400712112100001968.

## Уточнения
1. ↑  В базе данных присутствует ошибка — параметры Сумки ошибочно приведены под названием «Свияга»